# Comuna Gura Râului, Sibiu
Gura Râului (în maghiară: Guraró, în germană: Auendorf) este o comună în județul Sibiu, Transilvania, România, formată numai din satul de reședință cu același nume.

## Demografie
Componența etnică a comunei Gura Râului
     Români (91,43%)
     Alte etnii (0,26%)
     Necunoscută (8,32%)
Componența confesională a comunei Gura Râului
     Ortodocși (85,8%)
     Adventiști (2,73%)
     Baptiști (1,14%)
     Alte religii (1,62%)
     Necunoscută (8,72%)
Conform recensământului efectuat în 2021, populația comunei Gura Râului se ridică la 3.522 de locuitori, în scădere față de recensământul anterior din 2011, când fuseseră înregistrați 3.621 de locuitori. Majoritatea locuitorilor sunt români (91,43%), iar pentru 8,32% nu se cunoaște apartenența etnică. Din punct de vedere confesional, majoritatea locuitorilor sunt ortodocși (85,8%), cu minorități de adventiști (2,73%) și baptiști (1,14%), iar pentru 8,72% nu se cunoaște apartenența confesională.

## Politică și administrație
Comuna Gura Râului este administrată de un primar și un consiliu local compus din 13 consilieri. Primarul, Ioan-Toma Zav[*],  politician independent, este în funcție din 1 noiembrie 2024. Începând cu alegerile locale din 2024, consiliul local are următoarea componență pe partide politice:
|  | Partid                          | Consilieri | Componența Consiliului | Componența Consiliului | Componența Consiliului | Componența Consiliului | Componența Consiliului |
|  | ------------------------------- | ---------- | ---------------------- | ---------------------- | ---------------------- | ---------------------- | ---------------------- |
|  | Partidul Național Liberal       | 5          |                        |                        |                        |                        |                        |
|  | Alianța pentru Unirea Românilor | 4          |                        |                        |                        |                        |                        |
|  | Partidul Social Democrat        | 2          |                        |                        |                        |                        |                        |
|  | Partidul S.O.S. România         | 2          |                        |                        |                        |                        |                        |

## Atracții turistice
- Biserica "Cuvioasa Paraschiva", monument istoric
- Biserica "Sfinții Arhangheli Mihail și Gavril"
- Lacul de acumulare
- Partia de ski "Trecatoarea Lupilor"
- Frumoasa (sit de importanță comunitară inclus în rețeaua ecologică europeană Natura 2000 în România).

## Primarii comunei
- 1996[8] - 2000 - Hânzu Nicolae, de la CDR
- 2000[9] - 2004 - Jinariu Ioan, de la PDSR
- 2004[10] - 2008 - Duțu Ioan, de la PD
- 2008[11] - 2012 - Duțu Ioan, de la PDL
- 2012[12] - 2016 - Gheorghe Călin, de la PDL
- 2016[13] - 2020 - Gheorghe Călin, de la PNL

## Vezi și
- Biserica Cuvioasa Paraschiva din Gura Râului
- Frumoasa (arie de protecție specială avifaunistică)